# 森史朗
森 史朗（もり しろう、1941年 - ）は、日本の戦史研究家、ノンフィクション作家。

## 略歴
奈良県出身。本名・中井勝。慶應義塾大学法学部政治学科（専攻・国際関係論）卒業。。文藝春秋に入り、『週刊文春』デスク。

## 著書
- 『海空戦 空母・瑞鶴』（R出版、1971年）のち光人社文庫
- 『海軍戦闘機隊』（全4巻、R出版、1973年-1979年）
- 『敷島隊の五人 海軍大尉関行男の生涯』（光人社、1987年、新装版1995年/文春文庫（上・下）、2003年）
- 『零戦の誕生』（光人社、2003年/文春文庫、2005年）
- 『運命の夜明け 真珠湾攻撃全真相』（光人社、2003年/文春文庫、2006年）
  - 改題 『真珠湾攻撃作戦　日本は卑怯な「騙し討ち」ではなかった』（光人社文庫、2015年）
- 『攻防 ラバウル航空隊発進篇』（光人社、2004年）のち光人社文庫
- 『暁の珊瑚海』（光人社、2005年/文春文庫、2009年）
- 『特攻とは何か』（文春新書、2006年）
- 『勇者の海 空母瑞鶴の生涯』（光人社、2008年）のち光人社文庫
- 『松本清張への召集令状』（文春新書、2008年）
- 『作家と戦争 城山三郎と吉村昭』（新潮選書、2009年）
- 『ミッドウェー海戦　第1部　知略と驕慢』、『第2部　運命の日』（新潮選書、2012年）
- 『空母瑞鶴の南太平洋海戦　軍艦瑞鶴の生涯　戦雲篇』（光人社、2014年）のち光人社文庫
- 『零戦7人のサムライ』（文藝春秋、2015年）
- 『司馬遼太郎に日本人を学ぶ』（文春新書、2016年）
- 『ラバウル航空撃滅戦 空母瑞鶴戦史』（潮書房光人新社、2020年）新編